# Паралич блокового нерва
 Паралич блокового нерва  — условие, которое вызывает слабость или паралич верхней косой мышцы. Это условие часто вызывает вертикальное или вертикальное вблизи двойное зрение, так как ослабленная мышца не обеспечивает движения глаз друг за другом.
Поскольку блоковый нерв является тонким и имеет самую длинную внутричерепную протяжённость среди черепных нервов, он особенно уязвим для травматического повреждения.
Чтобы компенсировать двойное видение в результате слабости верхней косой мышцы, пациентам приходится наклонять голову вниз и в сторону, противоположную поражённой мышце.
Если паралич присутствует при рождении, он известен как врождённый паралич блокового нерва.